# كونستانتينو نويا
كونستانتينو نويا (بالإسبانية: Constantino Noya)‏ لاعب كرة قدم بوليفي راحل كان يجيد اللعب في خط الوسط .
لعب طوال مسيرته الرياضية في نادي أورورو رويال . شارك مع منتخب بوليفيا في بطولة كأس العالم 1930 في الأوروغواي .

## روابط خارجية
- كونستانتينو نويا على موقع الاتحاد الدولي (مؤرشف)  (الإنجليزية)
- كونستانتينو نويا على موقع عالم كرة القدم.نت (الإنجليزية)